# Glyptothorax dikrongensis
Glyptothorax dikrongensis är en fiskart som beskrevs av Tamang och Chaudhry 2011. Glyptothorax dikrongensis ingår i släktet Glyptothorax och familjen Sisoridae. Inga underarter finns listade i Catalogue of Life.